# واترلو (ایلینوی)
واترلو، ایلینوی (به انگلیسی: Waterloo, Illinois) یک شهر در ایالات متحده آمریکا با جمعیت ۹٬۸۱۱ نفر است که در ایلی‌نوی واقع شده‌است.

## موقعیت جغرافیایی
موقعیت جغرافیایی شهرها و مناطق اطراف به شرح زیر است: